# 과천선
과천선(果川線)은 경기도 군포시에 있는 금정과 서울특별시 서초구에 있는 남태령을 잇는 한국철도공사의 철도 노선이다. 통행방향은 어디서든 좌측통행이다.

## 개요
과천선은 1990년대 초 1기 신도시 개발의 일환으로, 산본신도시·평촌신도시와 과천시, 서울특별시를 이을 목적으로 대한민국 철도청(현 한국철도공사)의 주도 하에 건설된 노선이다. 1994년 4월 1일의 전 구간 개통 이후로는 수도권 전철 4호선의 일부로서 운행되고 있다.

## 역사
- 1989년 12월: 착공
- 1993년 1월 15일: 금정 - 인덕원 개통[2]
- 1994년 4월 1일: 인덕원 - 사당 개통
- 1996년 12월 16일: 평촌으로 역명 변경
- 1998년 5월 15일: 제2종합청사역에서 정부과천청사으로 역명 변경
- 2000년 1월 1일: 경마공원으로 역명 변경
- 2019년 4월 17일 : 철도 노선번호 변경에 따라 317로 변경[3]
- 2020년 11월 27일 : 안산선과 시간표 통합(안산과천선)[4]

## 역 목록
| 역 번호                       | 역명                          | 로마자 역명                                        | 한자 역명                     | 접속 노선                     | 역간 거리                     | 영업 거리                     | 소재지                        | 소재지                        |                               |                               |
| ↑ 서울 지하철 4호선 사당 방면 | ↑ 서울 지하철 4호선 사당 방면 | ↑ 서울 지하철 4호선 사당 방면                      | ↑ 서울 지하철 4호선 사당 방면 | ↑ 서울 지하철 4호선 사당 방면 | ↑ 서울 지하철 4호선 사당 방면 | ↑ 서울 지하철 4호선 사당 방면 | ↑ 서울 지하철 4호선 사당 방면 | ↑ 서울 지하철 4호선 사당 방면 | ↑ 서울 지하철 4호선 사당 방면 | ↑ 서울 지하철 4호선 사당 방면 |
| ----------------------------- | ----------------------------- | -------------------------------------------------- | ----------------------------- | ----------------------------- | ----------------------------- | ----------------------------- | ----------------------------- | ----------------------------- | ----------------------------- | ----------------------------- |
| 434                           | 남태령                        | Namtaeryeong                                       | 南泰嶺                        |                               | 2.0                           | 14.4                          | 서울특별시                    | 서초구                        |                               |                               |
| 435                           | 선바위                        | Seonbawi                                           | -                             |                               | 1.0                           | 12.4                          | 경기도                        | 과천시                        |                               |                               |
| 436                           | 경마공원(렛츠런파크 서울)     | Seoul Racecourse Park(Let's Run Park Seoul)        | 競馬公園                      |                               | 0.9                           | 11.4                          | 경기도                        | 과천시                        |                               |                               |
| 437                           | 대공원(국립과천과학관)        | Seoul Grand Park(Gwacheon National Science Museum) | 大公園(國立果川科學館)        |                               | 1.0                           | 10.5                          | 경기도                        | 과천시                        |                               |                               |
| 438                           | 과천                          | Gwacheon                                           | 果川                          |                               | 1.0                           | 9.5                           | 경기도                        | 과천시                        |                               |                               |
| 439                           | 정부과천청사                  | Government Complex Gwacheon                        | 政府果川廳舍                  |                               | 1.9                           | 8.5                           | 경기도                        | 과천시                        |                               |                               |
| 440                           | 과천정보타운 (개통예정)       | Gwacheon Information Town                          | 果川情報타운                  |                               | 1.1                           | 6.6                           | 경기도                        | 과천시                        |                               |                               |
| 441                           | 인덕원                        | Indeogwon                                          | 仁德院                        |                               | 1.6                           | 5.5                           | 경기도                        | 안양시 동안구                 |                               |                               |
| 442                           | 평촌(한림대 성심병원)         | Pyeongchon(Hallymdae Seongshim Hospital)           | 坪村(翰林大 聖心病院)         |                               | 1.3                           | 3.9                           | 경기도                        | 안양시 동안구                 |                               |                               |
| 443                           | 범계                          | Beomgye                                            | 梵界                          |                               | 2.6                           | 2.6                           | 경기도                        | 안양시 동안구                 |                               |                               |
| 444                           | 금정                          | Geumjeong                                          | 衿井                          | ● 수도권 전철 1호선           | -                             | 0.0                           | 경기도                        | 군포시                        |                               |                               |
| ↓ 안산선 산본 방면            |                               |                                                    |                               |                               |                               |                               |                               |                               |                               |                               |

## 운영
2006년 7월부터 2009년 9월까지는 대공원역이 과천선 상의 역을 관리하였으나, 2009년 이후 대공원역이 보통역으로 격하되면서 모든 역을 경부선 안양이 관리하게 되었다.

### 운행
노선 내에서 운행이 완결되는 열차는 없고, 모든 열차가 서울 지하철 4호선과 안산선으로 직결 운행된다. 서울 지하철 4호선과 연결되기 전인 1993년 1월 15일부터 1994년 3월 31일까지는 인덕원과 안산선의 산본, 안산 구간을 반복 운행하였다. 운행 횟수는 서울교통공사 소속 104회, 한국철도공사 소속 160회로 총 264회이므로, 치안 서비스는 대한민국 국토교통부 산하의 철도특별사법경찰대에서 전담한다. 관할 사무소는 광역철도 수사과인 안양에 있다.

### 차량
- 서울교통공사 4000호대 VVVF 전동차 (450~470, 481~485편성)
- 한국철도공사 341000호대 전동차

## 미래
과천시 갈현동 일대에 조성되는 주거복합산업단지인 과천정보타운역의 교통 대책으로서, 2027년 1월 개통을 목표로 인덕원 - 정부과천청사 구간에 역의 신설이 추진되고 있다.
그리고, 4호선 급행 연장추진으로 정부과천청사과 대공원역에 대피선로를 설치하는 것을 추진 중이라고 한다.

## 사고에 대한 비판

### 소음 및 잦은 중단 사고
한국철도공사의 주도 하에 건설되어 1994년에 개통된 과천선은, 같은 시기 개통된 분당선과 함께 잘못된 콘크리트 시공법으로 소음선이라는 별명을 얻게 되었다. 서울특별시 지하철공사(현 서울교통공사)는 기관사와 열차의 적응을 위하여 과천, 안산선에 대한 시운전 및 절연 구간 대응훈련을 실시하였다. 하지만 시운전 기간 동안, 전기 공급 방식 혼선 문제 등 잦은 운행 중단이 잦았다. 또한, 한국철도공사 341000호대 전동차의 경우, 일본 도시바 사의 VVVF 인버터를 채용한 신형 전동차였고 충분한 시운전 기간이 필요했다. 서울교통공사 4000호대 전동차도 마찬가지로, 당시 GEC 초퍼제어 전동차를 2호선 및 3호선으로 이적시키고 새로 도입한 VVVF 인버터 방식의 신형 전동차였으므로 충분한 시운전이 요구되었다. 하지만 두 양사가 충분한 시운전 기간을 거치지 않은 채, 결국 회로가 부실하다는 것을 모른채 개통하였으나, 서울지하철공사(현 서울교통공사)는 이러한 절차를 무시한 채, 결국 개통 6일 만에 15건 이상의 사고가 발생하였고, 서울특별시 지하철공사 역시 개통 1개월 내에 3건 정도의 사고가 발생한 바 있다. 사고가 계속 발생하자 철도청(현 한국철도공사)은 일부 열차의 운행을 중단시키고 모든 부품을 교체하였고, 서울특별시 지하철공사 역시 3편성에 대한 부품교체를 실시하였다.

### 절연 구간 및 X형 교차터널
서울 지하철 4호선은 도시철도법에 의거하여 직류 1,500 V 전철화에 우측 통행, 과천선은 기존 국유철도의 체계에 맞추어 교류 25,000 V에 좌측 통행으로 건설되었다. 이 특성이 다른 두 노선을 직결 운행하기 위해 남태령 - 선바위 구간에서는 두 선로가 지하에서 입체 교차되며, 같은 구간에 절연 구간이 설치되어 전력 방식의 변경 또한 함께 이루어진다.
당시 이 공사로 천문학적인 막대한 액수의 금액이 들어갔고, 개통 초기엔, 이 구간에 대해 충분히 숙지하지 못한 채, 수도권 광역철도 운전 경험이 전혀 없는 기관사들의 혼선 문제로 인한 열차 운행 사고가 자주 빈번하게 발생하였다. 특히 절연 구간에서 사고가 많이 발생하였기 때문에 일부 시민은 죽음의 구간이라는 뜻인 '사구간' (死區間)이라고 부르면서 비난하기도 하였다. 또한, 운행 차량이 모두 VVVF 인버터 제어 차량이었기 때문에, 당시 철도청의 1호선용 VVVF 인버터 제어 차량도 도입이 늦춰졌다. 이는 나중에 대한민국 감사원의 지적을 받게 되어, 1996년 1월 30일에 개통된 일산선의 경우, 서울 지하철 3호선과 동일하게 도시철도법을 그대로 적용하여 건설하게 되었다. 한편 서울 지하철 1호선과 경부선, 경원선이 직결 운행할 당시에도 절연 구간을 설치하였으나, 동일하게 좌측 통행을 시행하였다.

## 같이 보기
- 수도권 전철 4호선